# 방황하는 유대인

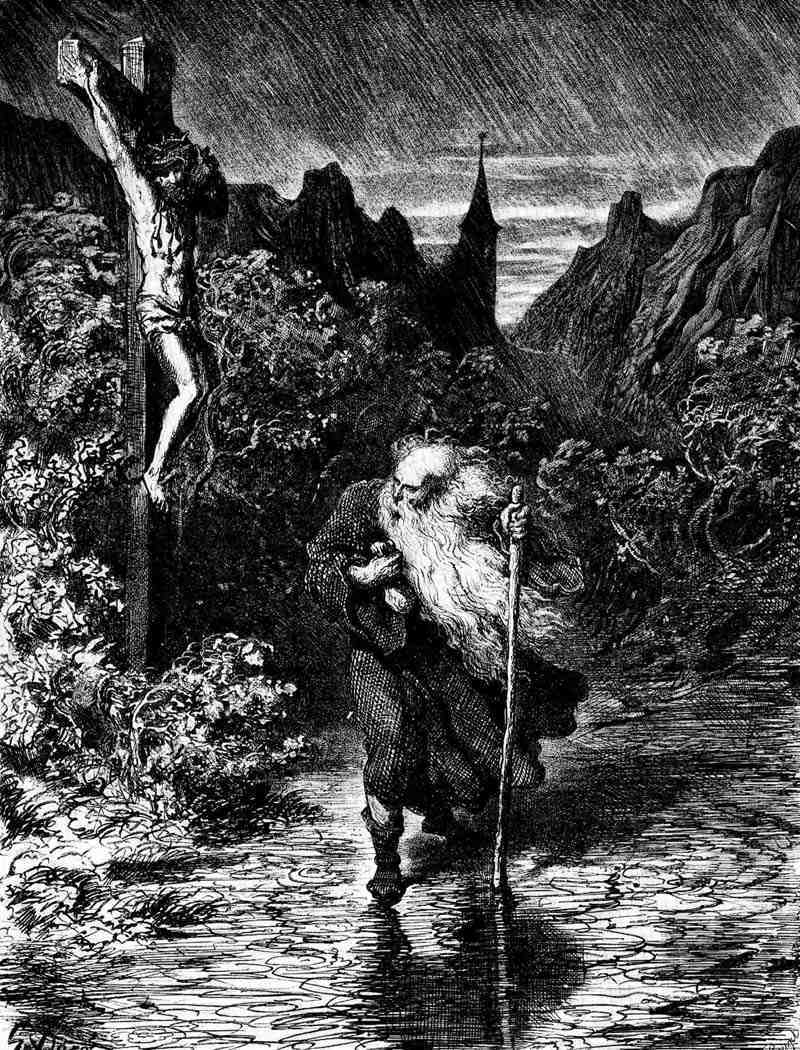
귀스타브 도레 작 《방황하는 유대인》

방황하는 유대인(프랑스어: Le juif errant)은 13세기 유럽에서 퍼지기 시작한 전설 속의 허구적 인물이다. 원 전설에 따르면, 그는 예수가 십자가형에 처해질 때 그를 모독하던 유대인이었으며, 저주를 받아 재림 전까지 죽지 못하고 세계를 걸어다니며 떠돌아야 하는 운명에 처해졌다고 전해진다.
이 전설의 성경적 근거로써 성경의 호세아서 9장 17절의 "그들이 듣지 아니하므로 내 하나님이 그들을 버리시리니 그들이 여러 나라 가운데에 떠도는 자가 되리라"라는 구절을 인용하기도 한다.

## 같이 보기
- 사람의 아들 (소설) : 소설 중 아하스 페르츠는 방황하는 유대인을 의미

## 참고 문헌
- Anderson, George K. The Legend of the Wandering Jew. Providence: Brown University Press, 1965. xi, 489 p.; reprint edition ISBN 0-87451-547-5 Collects both literary versions and folk versions.
- Hasan-Rokem, Galit and Alan Dundes The Wandering Jew: Essays in the Interpretation of a Christian Legend (Bloomington:Indiana University Press) 1986. 20th-century folkloristic renderings.
- Manning, Robert Douglas Wandering Jew and Wandering Jewess ISBN 978-1-895507-90-4
- Gaer, Joseph (Fishman) The Legend of the Wandering Jew New American Library, 1961 (Dore illustrations) popular account.
- Richard I. Cohen, "The "Wandering Jew" from Medieval Legend to Modern Metaphor," in Barbara Kirshenblatt-Gimblett and Jonathan Karp (eds), The Art of Being Jewish in Modern Times (Philadelphia, University of Pennsylvania Press, 2007) (Jewish Culture and Contexts),